# Brainly
Brainly es una empresa de tecnología educativa, con sede en Cracovia (Polonia). Proporciona una plataforma de aprendizaje entre pares para que los estudiantes, padres y maestros hagan y respondan preguntas sobre diferentes tareas. La red tiene elementos de gamificación en forma de puntos, coronas y rangos de motivación, y alienta a los usuarios a participar en la comunidad en línea haciendo preguntas y respondiendo a las de otros estudiantes.

## Historia
Inicialmente llamada Zadane.pl, la empresa fue fundada en 2009 en Polonia por Michał Borkowski (actual director ejecutivo), Tomasz Kraus y Lukas Haluch. El primer millón de usuarios únicos mensuales se logró dentro de los 6 meses posteriores al lanzamiento. En enero de 2011, la empresa fundó Znanija.com, el primer proyecto internacional dedicado a hablantes de ruso. Varias otras versiones en varios idiomas para los siguientes mercados incluyen Turquía (eodev.com), América Latina y España (BRAINLY) y Brasil (brainly.com.br). En diciembre de 2013, se lanzaron siete nuevas versiones lingüísticas de Brainly, que incluyen sitios en inglés (brainly.com), indonesio (brainly.co.id), hindi (brainly.in), filipino (brainly.ph), rumano (brainly.ro) e italiano (brainly.it).
Brainly fue financiado inicialmente por los cofundadores, pero luego recaudó fondos de Point Nine Capital. En octubre de 2014, la empresa anunció que había obtenido otra ronda de financiación de General Catalyst Partners, Runa Capital y otras empresas de capital riesgo. El monto total de la inversión fue de $ 9 millones y permitió un mayor desarrollo de productos, así como la apertura de la sede en Estados Unidos en la ciudad de Nueva York.
En mayo de 2016, se reveló otra ronda de financiación de $18 millones de deuda y capital combinados.
En junio de 2016, Brainly adquirió OpenStudy, con sede en EE. UU. En marzo o abril de 2017, Zadane.pl cambió a Brainly. En octubre de 2017, Brainly recaudó $14 millones en la ronda de financiación liderada por Kulczyk Investments. En enero de 2018, Brainly anunció que había adquirido el start-up de educación en video, Bask, para llevar la tecnología de video a la plataforma Brainly. En julio de 2019, Brainly recaudó $30 millones en una ronda de financiación de la Serie C liderada por Naspers, con la participación de Runa Capital y Manta Ray.
Se informa que los fondos totales recaudados por la empresa desde su creación ascienden a 68,5 millones de dólares. En 2020, la compañía experimentó un rápido aumento en el número de usuarios, impulsado por la pandemia mundial de COVID-19, de 150 millones en 2019, a alrededor de 350 millones en 2020. En 2020, numerosos usuarios de Art of Problema Solvens descubrieron que Brainly había comprometido la integridad de las competencias estadounidenses de matemáticas después de publicar las preguntas en su sitio web con las respuestas correctas. Esto llevó a Brainly a actualizar su código de honor.

## Sitio web

### Descripción general
Brainly ofrece preguntas y respuestas para estudiantes, maestros y padres que buscan ayuda con actividades relacionadas con la tarea. Los estudiantes usan Brainly para fortalecer sus habilidades en materias como matemáticas, castellano, artes, geografía, exámenes nacionales, historia, ciencias y ciencias sociales. La plataforma les permite conectarse con sus compañeros, expertos en la materia y educadores profesionales para discutir sus temas y buscar respuestas a sus preguntas. Los usuarios pueden publicar comentarios a cada pregunta y respuesta y pueden colaborar libremente en los problemas. Todas las preguntas están clasificadas por materias, según el país y el nivel de la escuela.

### Gamificación
Cada usuario recibe una cantidad fija de puntos al registrarse, que se utilizan para hacer preguntas. Posteriormente, se pueden responder preguntas para ganar puntos adicionales.

### Rangos y clasificación
Brainly otorga niveles a los usuarios que brindan respuestas, frecuentemente de alta calidad. Algunos niveles se recompensan automáticamente por ganar un número predeterminado de puntos o coronas, o un número predeterminado de respuestas de la más alta calidad. Los usuarios también pueden solicitar niveles especiales , que se pueden otorgar por responder preguntas en áreas temáticas específicas o por el agradecimiento constante de otros usuarios. Además, el sitio web otorga niveles de maestros a maestros profesionales. El sitio web presenta a los usuarios que han respondido a la mayoría de las preguntas o ganado la mayor cantidad de puntos en un conjunto de tablas de clasificación. Las tablas de clasificación cubren períodos de tiempo de diario a trimestral.

### Moderación de contenido
Brainly está moderado por una combinación de voluntarios y empleados remunerados.20-22 Los moderadores se encargan de los usuarios que violan las reglas del sitio, incluidas las personas que cometen plagio o violan el derecho de autor, publican spam o publican preguntas de parciales. Los usuarios pueden ofrecerse como voluntarios para el equipo de moderación después de establecer un historial amplio de contribuciones positivas y negativas y recibir suficiente capacitación en moderación.